# Fort Bull
Le fort Bull, est un petit fort britannique situé à plusieurs kilomètres au nord de fort Williams sur la rivière Wood Creek. 

## Contexte
Après l'échec des plans agressifs de campagne britannique en 1755 contre le fort Duquesne, et de la déportation des Acadiens, une chaîne de forts le long de la rivière Mohawk et jusqu'au lac Ontario furent construits durant l'hiver 1755-1756.
La plus grande garnison était à gauche à fort Oswego, à la fin de la chaîne, qui dépendait des autres pour ses approvisionnements. Deux forts occupant les extrémités du portage Oneida, (Oneida Carry) (présentement Rome (New York)) étaient un des éléments clé de cette chaîne d'approvisionnement. Le fort Williams, sur la Mohawk, était le plus grand des deux forts, tandis que le fort Bull était plus petit avec une palissade entourant des entrepôts.